# Катастрофа Ту-144 под Парижем
Катастрофа Ту-144 под Парижем — авиационная катастрофа, произошедшая в воскресенье 3 июня 1973 года на 30-м международном авиасалоне Ле-Бурже (близ Парижа, Франция). Советский авиалайнер Ту-144С авиакомпании «Аэрофлот» (принадлежал ОКБ Туполева) выполнял показательный полёт, когда на глазах 250—350 тысяч зрителей внезапно перешёл в пикирование, а через несколько секунд рассыпался в воздухе и рухнул на находившиеся под ним жилые районы городка Гуссенвиль, расположенного в 6 километрах от аэропорта Ле-Бурже. В катастрофе погибли 14 человек — все 6 членов экипажа Ту-144 и 8 человек на земле.
Это первая в истории катастрофа сверхзвукового пассажирского самолёта.
Материалы расследования были засекречены, а официальные выводы следственной комиссии многим показались неудовлетворительными, что породило ряд гипотез об истинных причинах катастрофы.

## Самолёт
Ту-144С (регистрационный номер CCCP-77102, заводской 01-2, серийный 1-2) являлся первым серийным представителем Ту-144. Был выпущен Воронежским авиационным заводом (ВАСО) в 1972 году (первый полёт совершил 20 марта). В тот же день был передан ОКБ Туполева, на борта была нанесена надпись «Аэрофлот». Оснащён четырьмя турбореактивными двигателями НК-144А производства Куйбышевского моторостроительного завода им. М. В. Фрунзе.
К началу июня 1973 года самолёт прибыл на авиасалон в Ле-Бурже, где был представлен под выставочным кодом 451.

## Экипаж
В воскресенье 3 июня на второй день выставки Ту-144С борт СССР-77102 предстоял очередной показательный полёт. Состав экипажа был таким:
- Командир воздушного судна (КВС) — 44-летний Михаил Васильевич Козлов.
- Второй пилот — 33-летний Валерий Михайлович Молчанов.
- Штурман — Георгий Николаевич Баженов.
- Бортинженер — Анатолий Иванович Дралин.

Также в кабине пилотов находились:
- 48-летний Владимир Николаевич Бендеров, заместитель генерального конструктора.
- Борис Александрович Первухин, ведущий инженер по испытаниям.

## Катастрофа

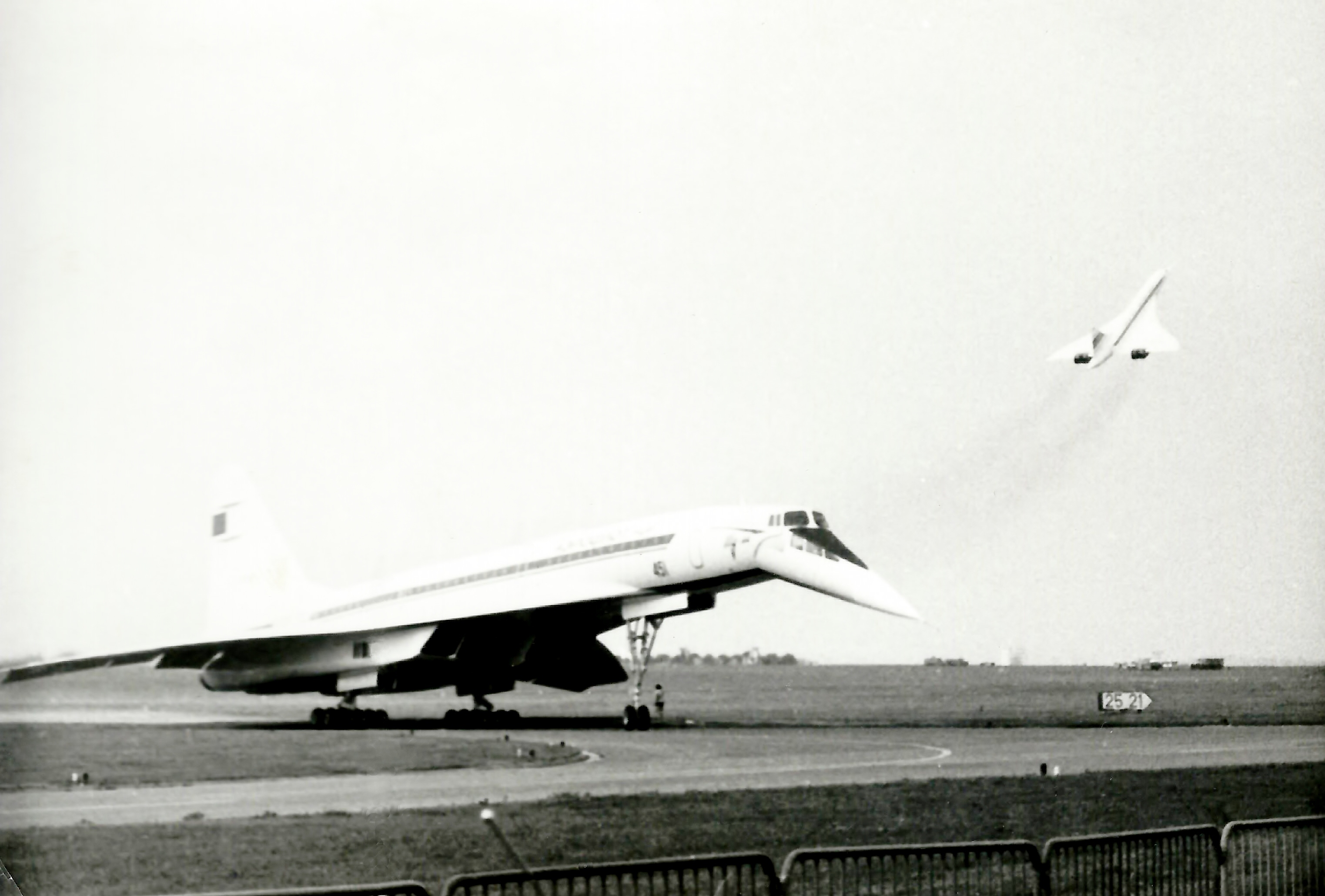
Борт СССР-77102 выруливает на ВПП (на заднем плане — взлетающий «Конкорд»)

В 15:19 самолёт взлетел с ВПП № 03 аэропорта Ле-Бурже после показательного полёта «Конкорда» и его трюка — самолёт сел на ВПП, проехался по ней и резко взмыл в воздух.
Ту-144С совершил ряд манёвров, после чего сделал запланированный проход над полосой № 30 на малой скорости во взлётно-посадочной конфигурации, то есть с выпущенными шасси и передним крылом. Около километра до торца ВПП, находясь на высоте около 190 метров, экипаж включил форсаж двигателей и начал набор высоты, убирая при этом шасси и переднее крыло. По достижении высоты 1200 метров самолёт вышел в горизонтальный полёт. В 15:29 Ту-144 начал входить в пикирование с ориентировочной скоростью 8°/с, пока не достиг угла примерно 38° и не понёсся к земле. На высоте около 750 метров экипаж начал пытаться вывести лайнер из пикирования, выпуская при этом переднее крыло. Самолёт выводился из отрицательного тангажа с примерной скоростью 5°/с. Но через 5 секунд на высоте 280 метров и при скорости около 780 км/ч, когда перегрузки достигли 4,5—5 g, у самолёта оторвало консоль левого крыла (по одной из версий — обломком разрушившегося переднего крыла). Ту-144С совершил полубочку, после чего из-за колоссальных нагрузок на фюзеляж рассыпался в воздухе на части на глазах четверти миллиона зрителей. Горящие обломки лайнера рухнули на расположенный внизу городок Гуссенвиль.
Катастрофа произошла в 6,5 километрах от аэропорта Ле-Бурже. Обломки Ту-144 разбросало по территории 1000 на 500 метров, а в городке Гуссенвиль были разрушены 5 домов и ещё 20 повреждены. В катастрофе погибли все 6 человек, находившихся на борту Ту-144, а также 8 человек на земле, включая 3 детей. Ещё 25 человек на земле получили ранения.
На внутренние линии самолёты Ту-144 вернулись через 4 года. 29 октября 1977 года лайнер получил сертификат лётной годности и выполнил первые два рейса: 1 ноября состоялся полёт рейса SU-499 по маршруту Москва—Алма-Ата, а сутки спустя — обратного рейса SU-500 (Алма-Ата—Москва).

## Похороны погибших
Останки членов экипажа были опознаны с помощью судебно-медицинской экспертизы, после чего 9 июня были отправлены в Москву. 12 июня они были похоронены на Новодевичьем кладбище.

## Расследование
Для расследования причин катастрофы была сформирована французско-советская комиссия, председателем которой был инженер-генерал Форестье (фр. Forestier), а его заместителем — инженер-генерал Карур (фр. Carour); также с французской стороны в неё вошли главный инженер Де-Батц (фр. De-Batz), главный инженер Дюма (фр. Dumas), пилот-майор Болье (фр. Bolliet) и пилот-майор Дюдаль (фр. Dudal). Группу советских специалистов в составе комиссии возглавлял заместитель министра авиационной промышленности СССР В. А. Казаков. Помимо него в группу входили заместитель министра гражданской авиации СССР А. А. Аксёнов, инженер-генерал ВВС СССР М. Н. Мишук, генеральный конструктор А. А. Туполев, начальник ЦАГИ Г. П. Свищев и начальник ЛИИ В. В. Уткин; также была задействована группа специалистов из ОКБ Туполева в составе Ю. В. Любимова, Г. А. Черёмухина, В. И. Близнюка, А. Л. Пухова, Ю. Н. Попова, Э. В. Еляна, Д. А. Кожевникова и В. В. Тищенко.
При изучении бортовых самописцев выяснилось, что основной речевой самописец не был включён перед полётом, а опытные осциллографные регистраторы оказались уничтожены; также был уничтожен и аварийный речевой регистратор. В итоге комиссии пришлось использовать запись французского телевидения и любительские кинофильмы и фотографии.
На основании изучения обломков был сделан вывод, что системы самолёта до разрушения работали исправно и не выявлено никаких неисправностей, способных объяснить причину катастрофы. В том числе не было отказов двигателей, потери управления вследствие выхода на чрезмерные углы атаки, потери работоспособности членов экипажа. Также не было обнаружено никаких признаков диверсии, взрыва или пожара до разрушения конструкции. Таким образом, самолёт разрушился из-за запредельных перегрузок при выводе его из пикирования.

### Официальная версия

Траектории Ту-144 (—) и Dassault Mirage (•••)

Хотя не было найдено никаких материальных доказательств причин катастрофы, следствие выдвинуло гипотезу, которая базировалась на сочетании сразу нескольких факторов:
- Высока вероятность того, что руководитель лётных испытаний Владимир Бендеров в кабине не был пристёгнут.
- В кабине находилась кинокамера «Bell & Howell», переданная французским телеканалом «RTF[фр.]», для которого Бендеров согласился сделать съёмку из кабины во время полёта.
- Близ Ту-144 находился истребитель Dassault Mirage IIIR, осуществлявший съёмку авиалайнера.
- В нижней части штурвала Ту-144 имелось углубление.

Таким образом, 6 февраля 1974 года было сделано официальное сообщение:

СООБЩЕНИЕ О РАССЛЕДОВАНИИ КАТАСТРОФЫ САМОЛЁТА ТУ-144 ПРИ ВЫПОЛНЕНИИ ДЕМОНСТРАЦИОННОГО ПОЛЁТА 3 ИЮНЯ 1973 ГОДА НА АВИАЦИОННОМ САЛОНЕ ВО ФРАНЦИИ.
Французская комиссия по расследованию катастрофы самолёта Ту-144 закончила исчерпывающие исследования всех материалов и обстоятельств катастрофы. Комиссии помогала группа советских экспертов, которые оказывали ей наиболее полное содействие, ей также содействовали компетентные организации, проводившие работу в СССР.
Французские и советские специалисты единодушно пришли к заключению о том, что не было выявлено никакой ненормальности ни в конструкции, ни в общем функционировании самолёта и его систем.
Вмешательство человеческого фактора представляет собой, таким образом, наибольшую вероятность.
Гипотеза, которая упоминалась чаще всего, учитывает два факта.
С одной стороны, самолёт «Мираж-3Р» находился вблизи самолёта Ту-144. Хотя расследование установило, что не было реальной опасности столкновения между двумя самолётами, для советского пилота это могло быть неожиданностью и он мог внезапно произвести манёвр для уклонения. С другой стороны, член экипажа — руководитель лётных испытаний — находился в пилотской кабине самолёта Ту-144 и не был привязан.
Возможно, что последние эволюции самолёта Ту-144 могли вызвать падение этого члена экипажа, вероятно, державшего кинокамеру, что происходило в условиях, вызывающих временную блокировку действий пилота.
Эта гипотеза не учитывает, однако, все отмеченные факты, и не было найдено никакого материального доказательства ни для того, чтобы её подкрепить, ни опровергнуть.
В этих условиях комиссия по расследованию и советские эксперты пришли к заключению, что причины катастрофы должны быть объявлены неустановленными и дело закрыто.— 

## Альтернативные версии
Хотя в своих выводах комиссия сделала вывод, что катастрофа произошла не из-за технического отказа и фактически разделила вину между французской и советской стороной поровну, многих официальная версия не удовлетворила. К тому же то, что виноватым сделали экипаж, вызвало среди многих специалистов негодование. С учётом того, что материалы расследования не были открытыми, это привело к появлению различных альтернативных версий катастрофы.

## Память
В 2020 году состоялась премьера телесериала «Журавль в небе» (режиссёр Сергей Комаров), 10-й и 11-й серии которого посвящены катастрофе и расследованиям её обстоятельств.